# Stay (Zedd-und-Alessia-Cara-Lied)
Stay (englisch „bleiben“) ist ein Lied des deutsch-russischen DJs Zedd, in Kooperation mit der kanadischen Popsängerin Alessia Cara. Das Stück erschien auf Zedds Kompilation Stay +

## Entstehung und Artwork
Geschrieben wurde das Lied gemeinsam von Sarah Aarons, Noonie Bao, Alessia Cara, Anders Frøen, Linus Wiklund und Anton Zaslavski (Zedd). Produziert wurde die Single durch Wiklund & Zedd. Das Lied wurde unter dem Musiklabel Interscope Records veröffentlicht und durch Universal Music Publishing vertrieben. Auf dem Cover der Maxi-Single ist – neben Künstlernamen und Liedtitel – ein Screenshot aus dem Musikvideo zu sehen. Es zeigt einen quadratischen Spiegel, der inmitten einer Salzwüste steht und in dem sich die Abendsonne spiegelt. Zedd veröffentlichte erstmals das Coverbild zu Stay auf diversen Social-Media-Plattformen am 20. Februar 2017.

## Veröffentlichung und Promotion
Die Erstveröffentlichung von Stay erfolgte als Einzeldownload am 24. Februar 2017. Rund dreieinhalb Monate nach der Erstveröffentlichung erschien mit Stay (Remixes) eine digitale Remix-EP. Diese beinhaltet sechs Remixversionen, unter anderem einen von Jonas Blue, zu Stay. Um das Lied zu bewerben, folgte unter anderem ein Liveauftritt beider Interpreten in der US-amerikanischen Gesangs-Castingshow The Voice. Darüber hinaus war das Lied Teil des Soundtracks zu Stella Meghies Everything, Everything.
Remixversionen
- Stay (Petit Biscuit Remix)
- Stay (Jonas Blue Remix)
- Stay (The Kemist Remix)
- Stay (Lophiile Remix)
- Stay (Yasutaka Nakata Remix)
- Stay (Tritonal Remix)

## Hintergrundinformationen
Zedd beschrieb das Zusammenkommen zwischen ihm und Cara mit folgenden Worten auf seinem offiziellen YouTube-Profil:

“Alessia and I first met at rehearsals for the HALO awards, where Alessia, Daya and I performed together. I’ve loved her songs before but realized that she’s an unbelievable talent when we started rehearsing together so I asked her if she was interested in making music with me.”

„Alessia und ich trafen uns während den Proben zu den Halo-Awards (2016), bei denen Alessia, Daya und ich zusammen auftraten. Ich liebte ihre Musik schon zuvor, aber ich realisierte, dass sie ein unglaubliches Talent ist, als wir zusammen mit den Proben begannen. Also fragte ich sie, ob sie Interesse hätte, mit mir Musik zu machen.“

## Inhalt
Der Liedtext zu Stay ist in englischer Sprache verfasst; ins Deutsche übersetzt bedeutet der Titel „bleiben“. Die Musik und der Text wurden gemeinsam von Sarah Aarons, Noonie Bao, Alessia Cara, Anders Frøen, Linus Wiklund und Anton Zaslavski (Zedd) verfasst. Musikalisch bewegt sich das Lied im Bereich der House- und Popmusik. Aufgebaut ist das Lied aus zwei Strophen mit einer Bridge und einem Refrain dazwischen sowie ein sich wiederholender Refrain am Ende. Das Tempo beträgt 101 Beats per minute. Der Gesang des Liedes stammt eigens von Cara, Zedd wirkt lediglich als DJ. Inhaltlich geht es um eine Trennung, in der eine Person nicht loslassen kann und sich wünscht, dass ihr Partner „bleibt“.
| “All you have to do is stay a minute. Just take your time. The clock is ticking. So stay. All you have to do is, wait a second. Your hands on mine. The clock is ticking. So stay.” – Refrain, Originalauszug | „Alles, was du tun musst, ist bleiben, nur eine Minute. Nimm dir einfach die Zeit. Die Uhr tickt. Also bleib. Alles, was du tun musst, ist warten, eine Sekunde. Deine Hände auf meinen. Die Uhr tickt. Also bleib da.“ – Refrain, Übersetzung |

## Musikvideo
Zu Stay wurden zwei offizielle Musikvideos veröffentlicht. Zunächst feierte am 23. Februar 2017 ein Lyrikvideo bei YouTube seine Premiere. Zu sehen sind Impressionen einer Wüstenlandschaft, wobei immer wieder das Hauptaugenmerk auf einen quadratischen Spiegel fällt, welcher an verschiedenen Orten platziert wurde. Während den Impressionen werden immer wieder die Textpassagen, wie man es aus typischen Lyrikvideos kennt, eingeblendet.
Am 18. April 2017 folgte die Veröffentlichung eines zweiten Musikvideos, in dem Cara und Zedd zu sehen sind. Beide sind im selben Stock in einem Hotel abgestiegen, das Video zeigt zwei Szenarien eines Tagesablaufes der beiden auf. Während des ersten Szenarios sieht man beide aufstehen und sich fertig machen. Sie wollen über den Fahrstuhl nach unten fahren. Cara steht bereits im Fahrstuhl, Zedd sieht, dass sich die Tür schließt, versucht, den Fahrstuhl noch zu bekommen, aber scheitert. Es folgen Szenen, in denen jeder seinen restlichen Tag alleine in einem Restaurant verbringt. Cara genießt einen Kaffee, während Zedd Billard spielt. Mit Eintreten des ersten Refrains ist das Szenario im Rücklauf zu sehen, ehe mit der zweiten Strophe die Geschichte von neuem beginnt. Die zweite Geschichte beginnt bis zur Auszug-Szene gleich. Diesmal stoppt Cara den Fahrstuhl, sodass Zedd mit ihm zusammen nach unten fahren kann. Nun verbringen sie den Tag zusammen, indem sie gemeinsam mit einem Cabriolet zum Restaurant fahren und dort flachsen. Gegen Ende laufen beide Arm in Arm an einem Strand entlang, als sie wieder zurück auf eine Straße kommen, wird Zedd von einem Auto erfasst. Das Video endet damit, dass Zedd von der Polizei mit einem Tuch abgedeckt wird, doch kurz darauf dieses von Zedd heruntergezogen wird und er wieder am Morgen in seinem Bett liegt. Nach dem zweiten Refrain sind neben der weiterführenden Geschichte des Öfteren wieder kurze Rücklauf-Passagen zu sehen.
Die Gesamtlänge beider Videos beträgt rund 3:30 Minuten. Regie beim zweiten Video führte Tim Mattia. Bis Mai 2022 zählten beide Musikvideos über 580 Millionen Aufrufe bei YouTube.

## Mitwirkende
| Liedproduktion - Sarah Aarons: Komponist, Liedtexter - Noonie Bao: Komponist, Liedtexter - Alessia Cara: Gesang, Komponist, Liedtexter - Anders Frøen: Komponist, Liedtexter - Linus Wiklund: Komponist, Liedtexter, Musikproduzent - Anton Zaslavski (Zedd): DJ, Komponist, Liedtexter, Musikproduzent | Artwork - Tim Mattia: Regisseur (Musikvideo) Unternehmen - Interscope Records: Musiklabel - Universal Music Publishing: Vertrieb |

## Auszeichnungen
Am 27. August 2017 wurde Stay im Forum in Inglewood (Kalifornien, Vereinigte Staaten) mit einem MTV Video Music Award in der Kategorie „Best Dance“ ausgezeichnet. Damit setzte sich das Duo gegen Afrojack (Gone), Calvin Harris (My Way), Kygo (It Ain’t Me) und Major Lazer (Cold Water) durch.

## Kommerzieller Erfolg

### Chartplatzierungen
Stay erreichte in Deutschland Position 13 der Singlecharts und hielt sich insgesamt 24 Wochen in der Hitparade. In Österreich erreichte die Single Position sieben und konnte sich sechs Wochen in den Top 10 sowie ebenfalls 24 Wochen in den Charts halten. In der Schweizer Hitparade erreichte die Single in 26 Chartwochen mit Position 16 seine höchste Notierung. Im Vereinigten Königreich erreichte Stay Position acht und hielt sich drei Wochen in den Top 10 sowie 20 Wochen in den Charts. In den Billboard Hot 100 erreichte die Single Position sieben und hielt sich insgesamt acht Wochen in den Top 10 und 31 Wochen in den Charts. Des Weiteren platzierte sich Stay an der Spitze der US Hot Dance/Electronic Songs und den australischen Dancecharts. 2017 platzierte sich die Single auf Position 57 der Single-Jahrescharts in Deutschland, auf Position 22 in Kanada, auf Position 32 in Österreich, auf Position 52 in der Schweiz sowie auf Position 37 im Vereinigten Königreich und auf Position 17 in den Vereinigten Staaten.
Für Cara als Interpretin ist Stay der fünfte Charterfolg in Deutschland, der Schweiz, dem Vereinigten Königreich und den Vereinigten Staaten, sowie ihr vierter Charterfolg in Österreich. Als Autorin ist dies ihr vierter Charterfolg in Deutschland, der Schweiz, dem Vereinigten Königreich und den Vereinigten Staaten, sowie ihr dritter Charterfolg in Österreich. Es ist ihr dritter Top-10-Erfolg als Autorin und Interpretin in den Vereinigten Staaten sowie ihr erster in Österreich und dem Vereinigten Königreich. Bis heute konnte sich keine Single Caras höher in Deutschland, Österreich, der Schweiz und dem Vereinigten Königreich platzieren. In ihrer Heimat Kanada erreichte sie als Interpretin zum fünften Mal und als Autorin zum vierten Mal die Single-Charts. Es ist ihr erster Top-10-Erfolg in ihrer Heimat, damit löste sie die beiden Singles Wild Things und Scars to Your Beautiful als bis dato erfolgreichsten Chartsingles ab.
Für Zedd als Interpreten ist Stay der achte Charterfolg in den Vereinigten Staaten, sowie der siebte in Deutschland und dem Vereinigten Königreich, der sechste in Österreich und der fünfte in der Schweiz. Als Autor ist dies bereits sein neunter Charterfolg in den Vereinigten Staaten, sowie sein achter im Vereinigten Königreich, der siebte in Deutschland, der sechste in Österreich und der fünfte in der Schweiz. Als Musikproduzent ist Stay bereits sein zehnter Charterfolg in den Vereinigten Staaten, sowie der achte in Deutschland und dem Vereinigten Königreich, der siebte in Österreich und der sechste in der Schweiz. Es ist sein dritter Top-10-Erfolg als Autor, Interpret und Musikproduzent im Vereinigten Königreich, sowie nach Break Free sein zweiter in Österreich in allen Funktionen. In den Vereinigten Staaten erreichte Zedd als Autor und Produzent zum vierten Mal die Top 10 sowie zum dritten Mal als Interpret.
| ChartsChartplatzierungen       | Höchstplatzierung | Wochen |
| ------------------------------ | ----------------- | ------ |
| Deutschland (GfK)              | 13 (24 Wo.)       | 24     |
| Kanada (MC)                    | 9 (29 Wo.)        | 29     |
| Österreich (Ö3)                | 6 (24 Wo.)        | 24     |
| Schweiz (IFPI)                 | 16 (26 Wo.)       | 26     |
| Vereinigte Staaten (Billboard) | 7 (31 Wo.)        | 31     |
| Vereinigtes Königreich (OCC)   | 8 (21 Wo.)        | 21     |

| ChartsJahrescharts (2017)      | Platzierung |
| ------------------------------ | ----------- |
| Deutschland (GfK)              | 57          |
| Kanada (MC)                    | 22          |
| Österreich (Ö3)                | 32          |
| Schweiz (IFPI)                 | 52          |
| Vereinigte Staaten (Billboard) | 17          |
| Vereinigtes Königreich (OCC)   | 37          |

### Auszeichnungen für Musikverkäufe
Am 24. Mai 2022 wurde Stay in den Vereinigten Staaten mit einer 5-fachen Platin-Schallplatte ausgezeichnet. Darüber hinaus erreichte die Single Platin-Status in Deutschland und dem Vereinigten Königreich. Für Zedd war es die erste und bislang einige Platinauszeichnungen in seiner Heimat, womit Stay die kommerziell erfolgreichste Veröffentlichung von Zedd in Deutschland ist. Weltweit erhielt die Single dreimal Gold, 39 Mal Platin sowie einmal Diamant für über 8,7 Millionen verkaufte Einheiten.
| Land/Region                  | Auszeichnungen für Musikverkäufe (Land/Region, Auszeichnung, Verkäufe) | Verkäufe  |
| ---------------------------- | ---------------------------------------------------------------------- | --------- |
| Australien (ARIA)            | 7× Platin                                                              | 490.000   |
| Belgien (BRMA)               | Platin                                                                 | 30.000    |
| Brasilien (PMB)              | Diamant                                                                | 160.000   |
| Dänemark (IFPI)              | Platin                                                                 | 90.000    |
| Deutschland (BVMI)           | Platin                                                                 | 400.000   |
| Frankreich (SNEP)            | Diamant                                                                | 333.333   |
| Italien (FIMI)               | 2× Platin                                                              | 100.000   |
| Japan (RIAJ)                 | Gold                                                                   | 100.000   |
| Kanada (MC)                  | 8× Platin                                                              | 640.000   |
| Mexiko (AMPROFON)            | 5× Gold                                                                | 150.000   |
| Neuseeland (RMNZ)            | 4× Platin                                                              | 120.000   |
| Österreich (IFPI)            | Gold                                                                   | 15.000    |
| Philippinen (PARI)           | Platin                                                                 | 15.000    |
| Polen (ZPAV)                 | Platin                                                                 | 50.000    |
| Portugal (AFP)               | Platin                                                                 | 10.000    |
| Schweden (IFPI)              | 2× Platin                                                              | 80.000    |
| Spanien (Promusicae)         | Platin                                                                 | 40.000    |
| Vereinigte Staaten (RIAA)    | 5× Platin                                                              | 5.000.000 |
| Vereinigtes Königreich (BPI) | 2× Platin                                                              | 1.200.000 |
| Insgesamt                    | 3× Gold · 39× Platin · 2× Diamant ·                                    | 9.023.333 |

Hauptartikel: Zedd/Auszeichnungen für Musikverkäufe